# Stefan Arngrim
Stefan Arngrim (czasem Stephan Arngrim, ur. 23 grudnia 1955 w Toronto) – kanadyjski aktor i były aktor dziecięcy, pochodzenia amerykańskiego; również muzyk i scenarzysta.
Syn pary aktorskiej; Normy MacMillan i Thora Arngrima. Brat aktorki Alison Arngrim.

## Filmografia
- 2013–2014: Arrow (serial, 2012-) jako paser (2 odcinki)
- 2011: Dochodzenie (serial, 2011-2014) jako Monty (1 odcinek)
- 2010: Caprica (serial, 2009–2010) jako Amphead (1 odcinek)
- 2010: Drużyna A (film) jako Szalony Howard Little
- 2008: Fringe: Na granicy światów (serial, 2008–2013) jako sklepikarz (1 odcinek)
- 2005: Mgła (film) jako kolega Blake’a
- 2005: Ziemiomorze (miniserial) jako Shire Reeve
- 2004: Wersja ostateczna (film) jako Oliver
- 2003: Trup jak ja (serial, 2003–2004) jako narkoman (1 odcinek)
- 2001: Łowcy koszmarów (serial, 2001–2002) jako Jared Steck (1 odcinek)
- 2000: Misja w czasie (serial, 1998–2001) jako rybak (1 odcinek)
- 1998: Kruk: Droga do nieba (serial, 1998−1999) jako Chalkie (1 odcinek)
- 1998: Millennium (serial, 1996−1999) jako Delbert / Hugo Winston (2 odcinki)
- 1997: Akademia Policyjna (serial, 1997–1998) jako Fritz (1 odcinek)
- 1996: Mroczne dziedzictwo (serial, 1996−1999) jako pacjent (1 odcinek)
- 1996: Z archiwum X (serial, 1993–2002) jako więzień na Tungusce (2 odcinki)
- 1995: Dziwne dni (film) jako Skinner
- 1992: Nieśmiertelny (serial, 1992–1998) jako Harry (1 odcinek)
- 1982: Klasa 1984 (film) jako aptekarz
- 1968–1970: Land of the Giants (serial, 1967–1970) jako Barry Lockridge (rola regularna)
- 1967: Zachodni szlak (film) jako William J. Tadlock Junior
- 1966: Gunsmoke (serial, 1955–1975) jako Jock (1 odcinek)

## Nagrody
- Gemini Awards
  - 2005: Nominacja dla Najlepszego aktora gościnnego w miniserialu lub programie telewizyjnym za film The Life z 2004 roku

## Strony zewnętrzne / Źródła
- Stefan Arngrim na portalu Internet Movie Database
- Stefan Arngrim na portalu Filmweb